# Pallouriótissa
Pallouriótissa är en del av en befolkad plats i Cypern.   Den ligger i distriktet Eparchía Lefkosías, i den nordöstra delen av landet, i huvudstaden Nicosia. Pallouriótissa ligger 110 meter över havet och antalet invånare är 15 607.
Terrängen runt Pallouriótissa är huvudsakligen platt. Pallouriótissa ligger nere i en dal.Trakten runt Pallouriótissa är tätbefolkad, med 636 invånare per kvadratkilometer. Närmaste större samhälle är Nicosia, 2,4 km väster om Pallouriótissa. Trakten runt Pallouriótissa är i huvudsak ett öppet busklandskap.